# Spermolepis hawaiiensis
Spermolepis hawaiiensis är en flockblommig växtart som beskrevs av H.Wolff. Spermolepis hawaiiensis ingår i släktet Spermolepis och familjen flockblommiga växter. Inga underarter finns listade i Catalogue of Life.

## Bildgalleri

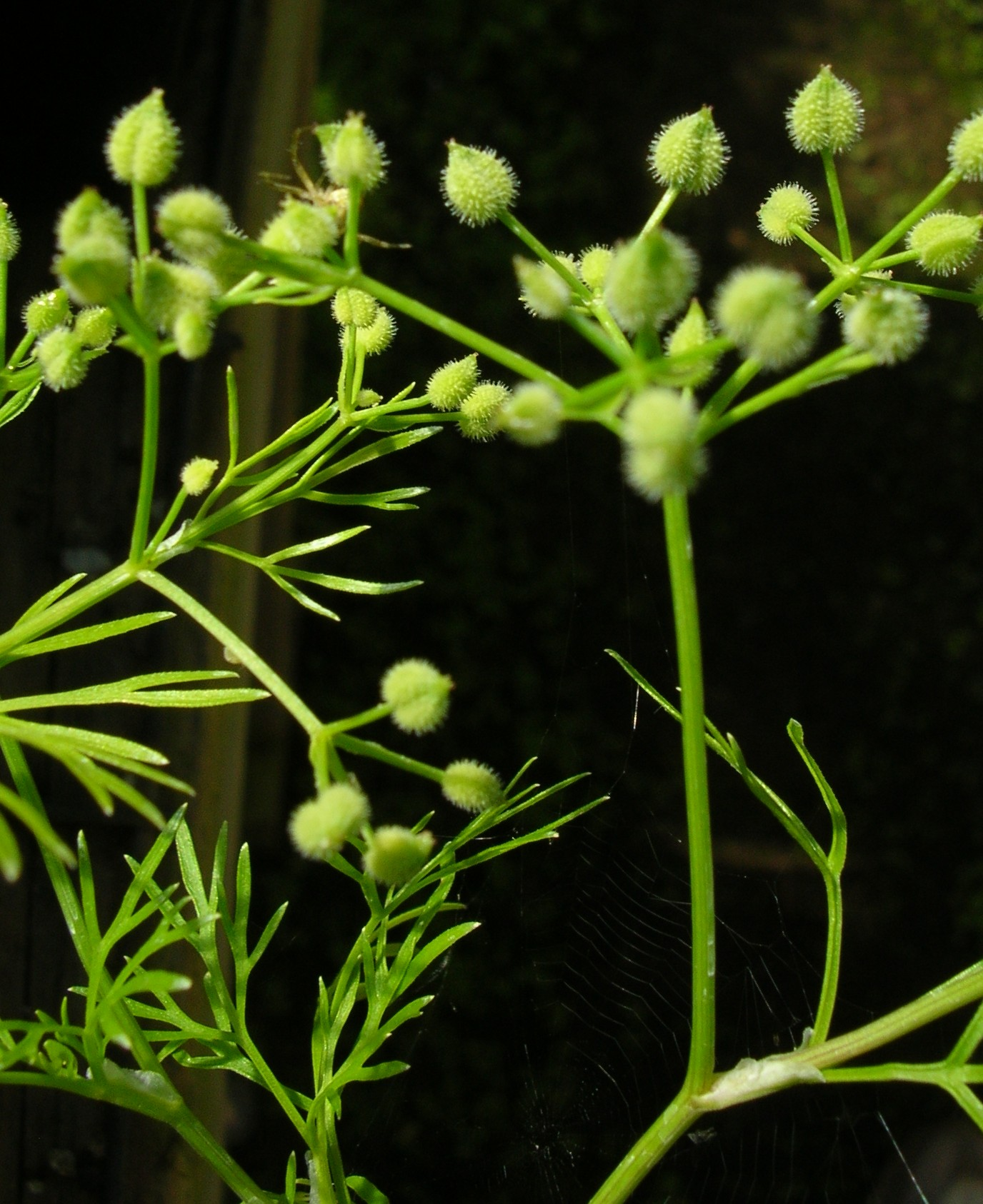
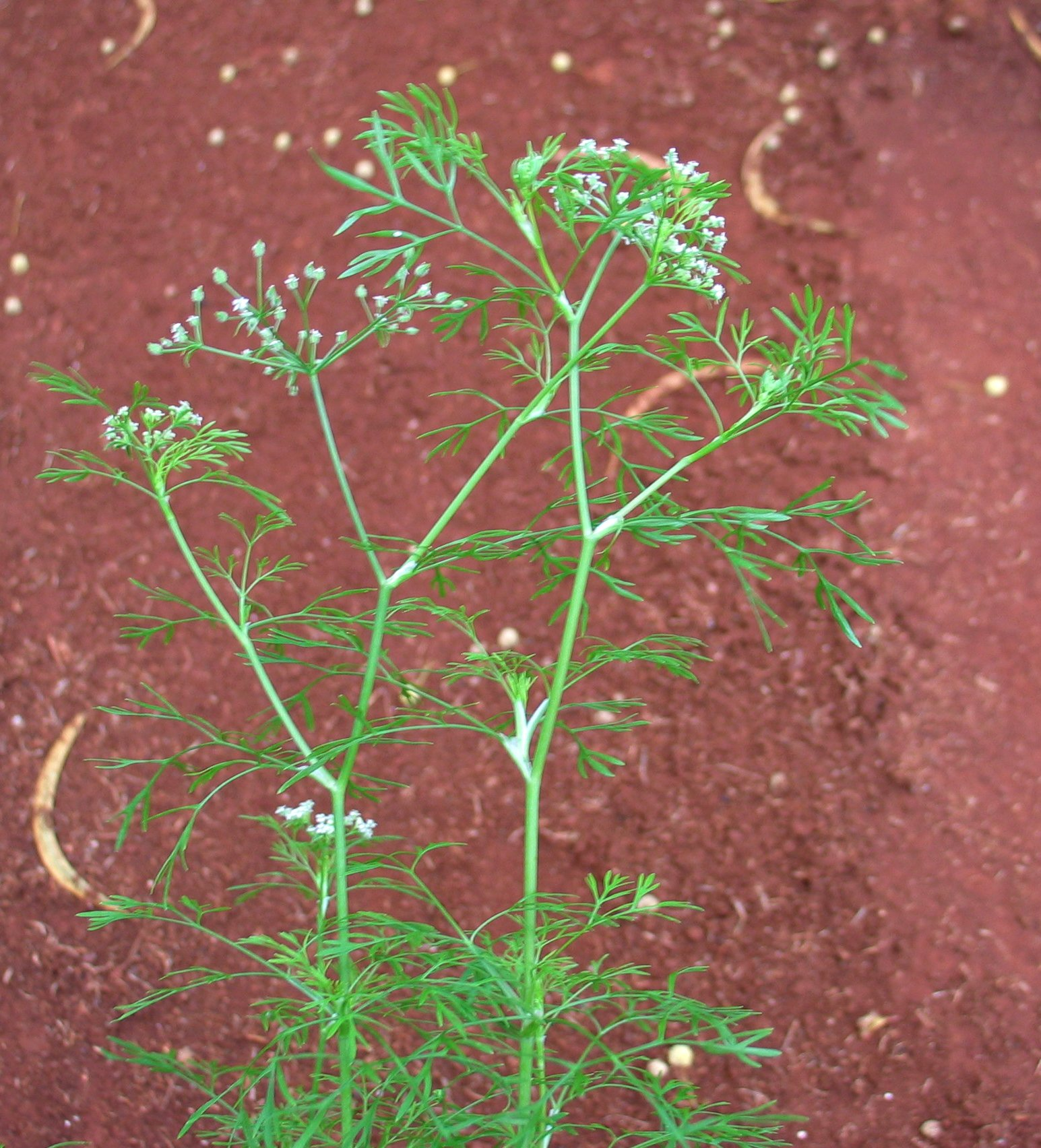
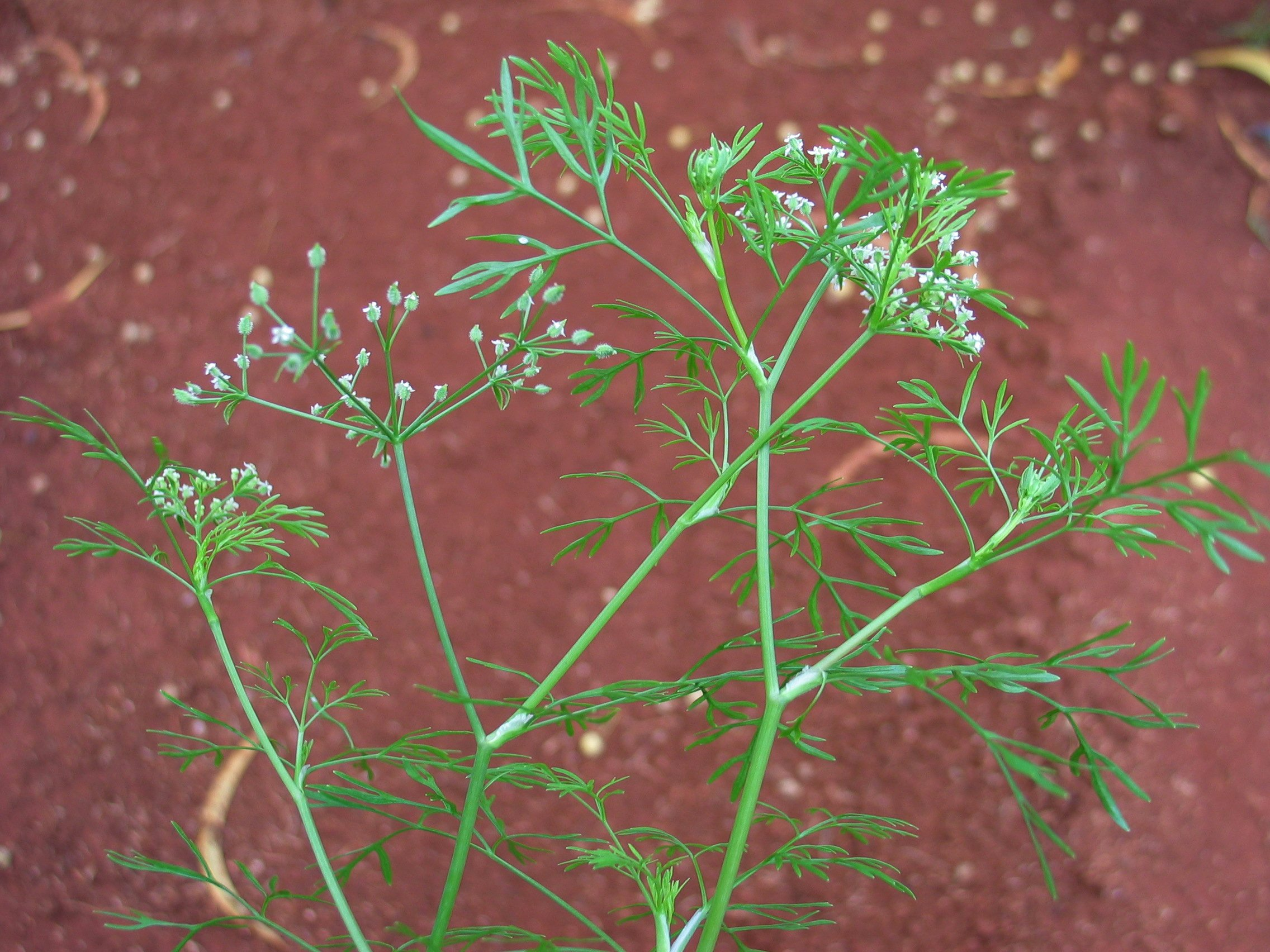
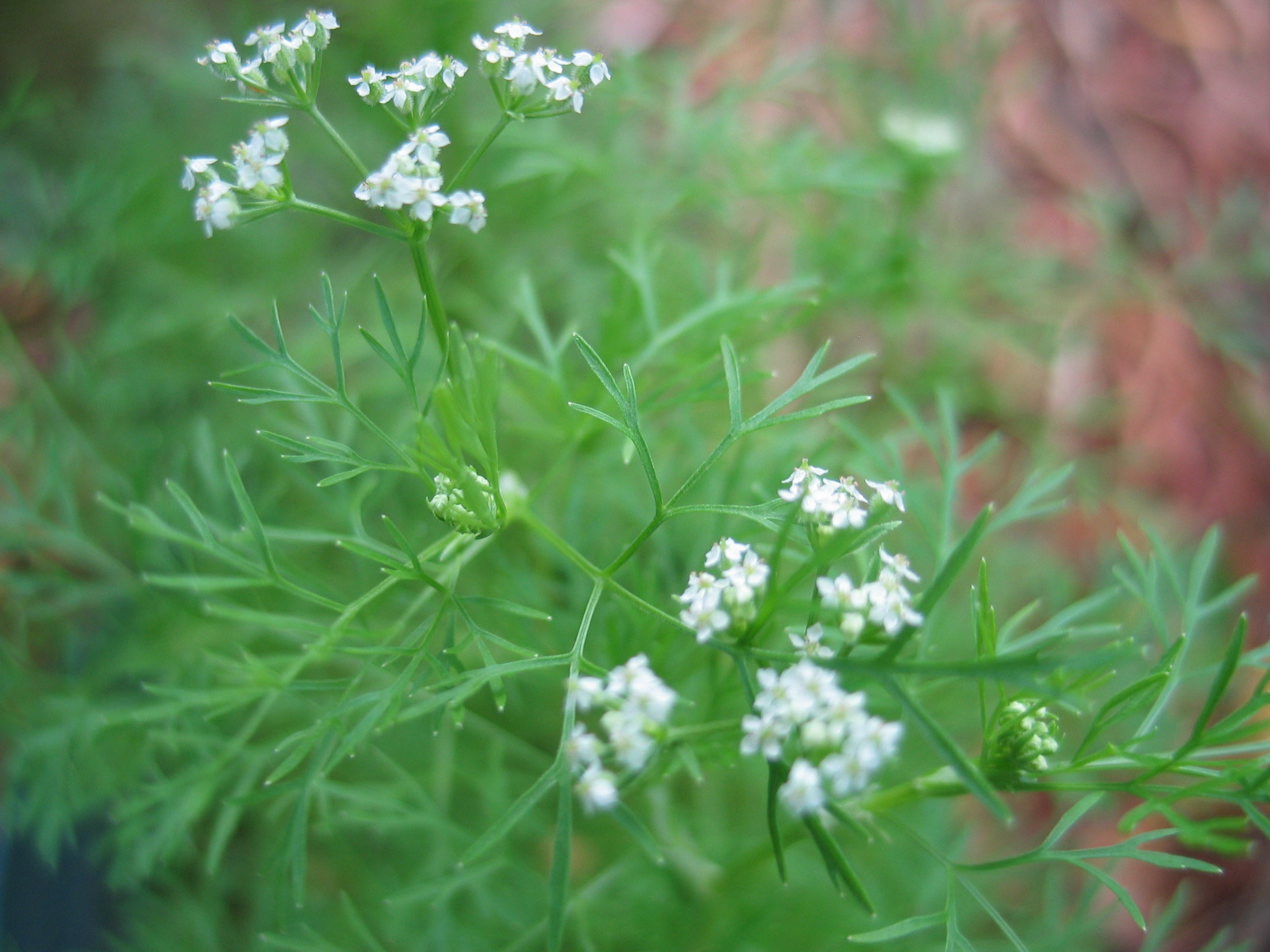
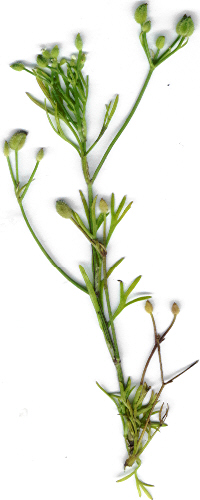
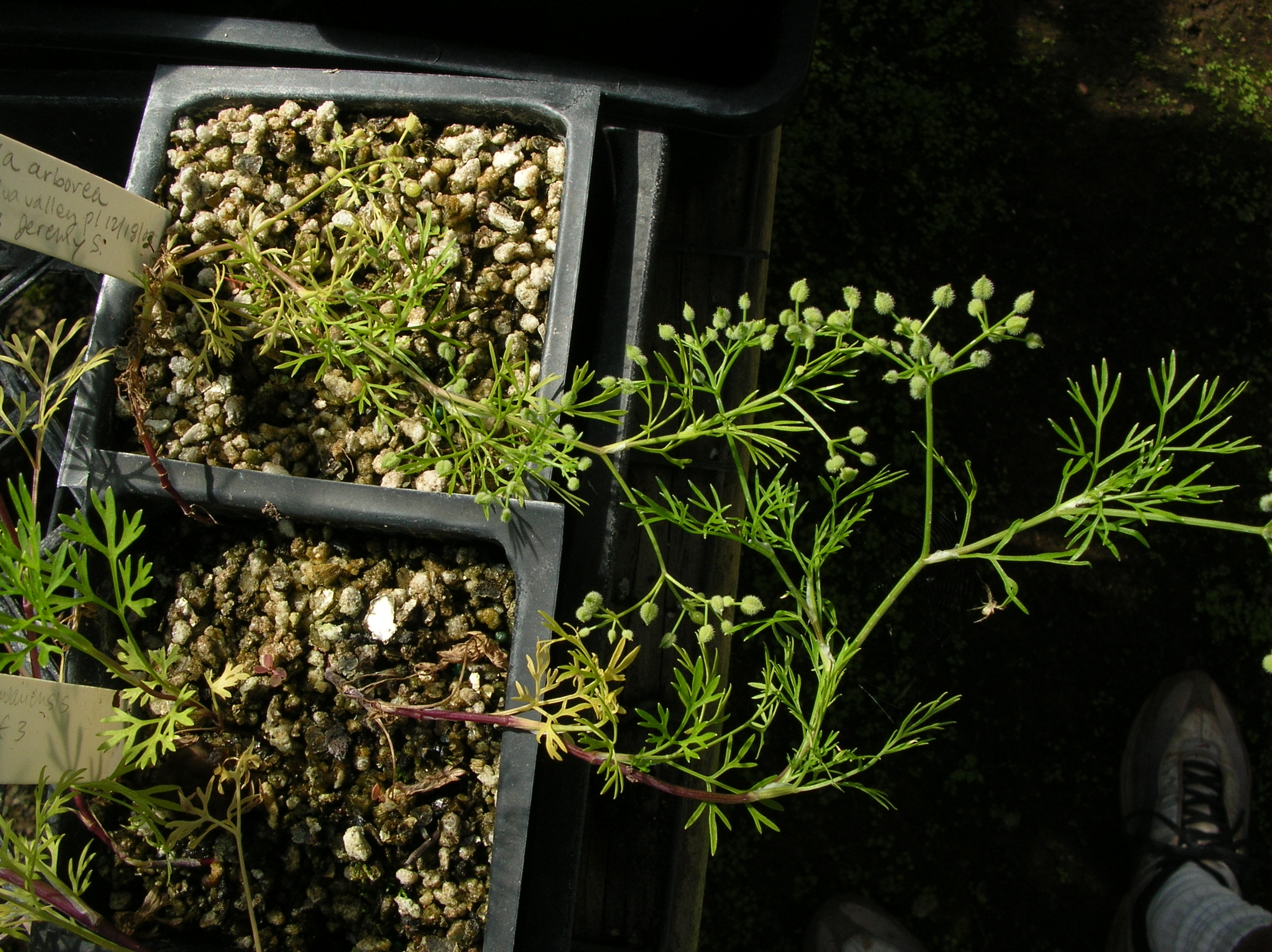